# クレメンチュークのショッピングモールへのミサイル攻撃

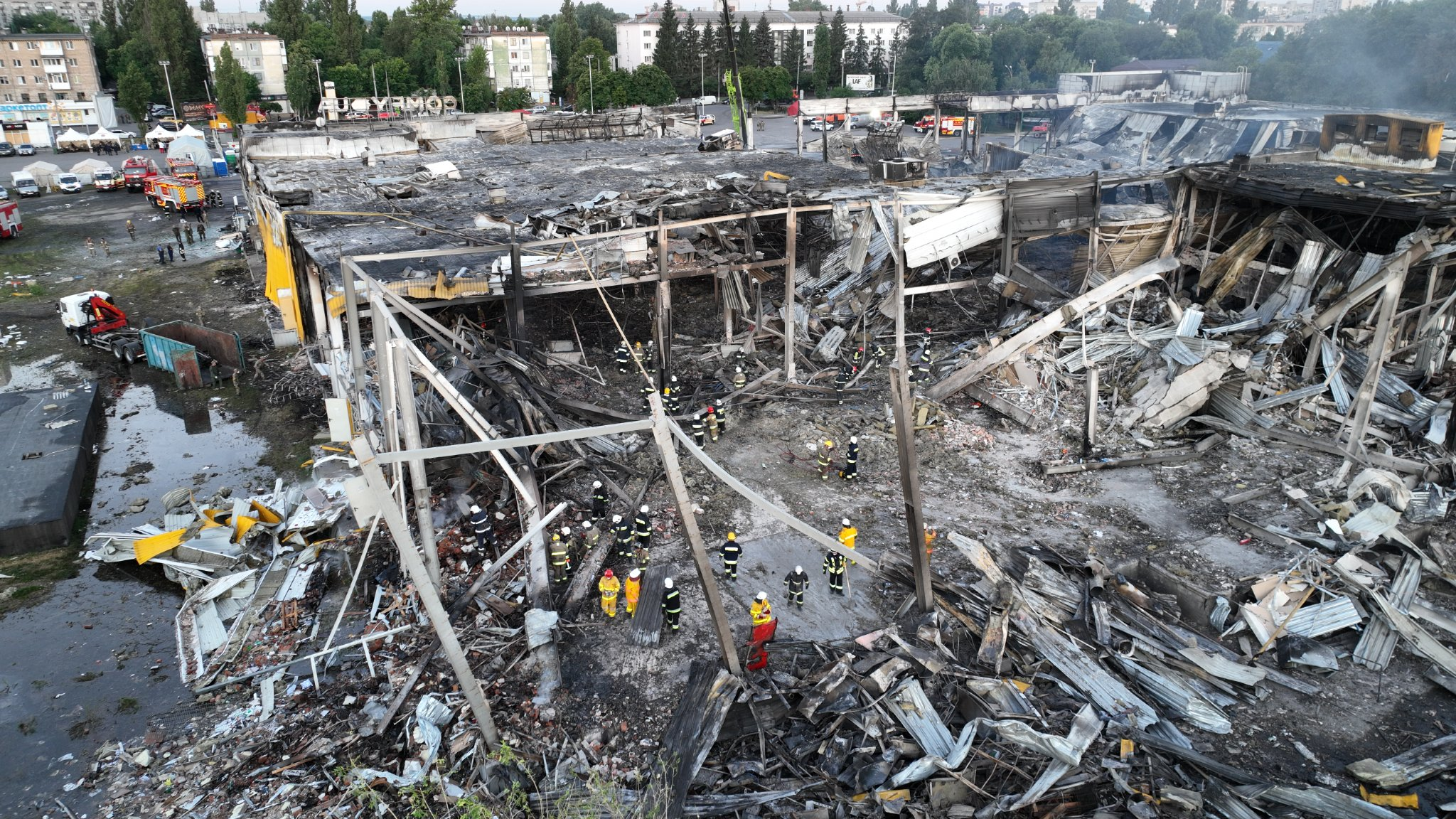
建物の跡地

クレメンチュークのショッピングモールへのミサイル攻撃（クレメンチュークのショッピングモールへのミサイルこうげき）は、ロシアのウクライナ侵攻中の2022年6月27日に、ロシア軍がウクライナのポルタヴァ州クレメンチュークへ行った対艦ミサイルによる爆撃。
ロシア軍は2発の対艦ミサイルKh-22を発射し、ショッピングモール「アムストル」とクレドマッシュの工場に命中、少なくとも20人が死亡し、56人が負傷した。

## 背景
ショッピングモール「アムストル」への爆撃は、2022年2月にロシアの全面侵攻が開始されて以降に行われたクレメンチュークへの5回目の攻撃になり、6月27日の攻撃は、それまでで最大数の死傷者が発生した。過去4回の攻撃は、4月2日、4月27日、5月12日、6月18日に行われた。
ロシアのウクライナ侵攻が起こる前は、クレメンチュークは人口およそ217,000人の産業都市で、ウクライナ国内で最大の石油精製所があり、ショッピングモールから10キロメートルほどの位置にあった。攻撃を受けたショッピングモールの面積は、およそ1ヘクタールだった。

## 攻撃
ウクライナ軍によれば、対艦ミサイルKh-22による攻撃であり、カルーガ州のシャイコフカ空軍基地から出発したロシアの戦略爆撃機Tu-22M3から発射されたものとされる。ミサイルはクルスク州を超えて発射された。ウクライナのメディアによれば、爆撃機は、Oleg Timoshin大佐率いる 第22親衛重爆撃航空師団の第52親衛重爆撃機航空連隊所属とされる。ウクライナのDenys Monastyrsky内相は、ミサイルはショッピングモールの遠端に直撃したと発言した。火災が起きたエリアの面積は1万平方メートルを超え、延べ消防士115人と消火器20個が動員された。
2発目のミサイルが、ショッピングモールに隣接する工場の北端に直撃した。工場は2014年に戦車BTR-70の修理に従事していた。2発のミサイルは1発目からおよそ450メートル離れて着弾したが、この距離が既知の精度内に含まれるために、おそらくは同じ目標を狙ったものとされる（国際安全保障の専門家Sebastien Roblinは、発射された半数が目標地点から600メートル以内に着弾すると主張している）。
その後、ロシアの国防省は、攻撃の責任を公式に認め、ミサイルが工場付近の兵器格納庫に着弾し、弾薬の爆発により、火災が機能を失ったショッピングモールに広がったと発言したが、複数の機関はこれが誤りだと主張している。
6月29日、イギリスの国防省は、2022年6月27日のクレメンチュークのショッピングモールへのミサイル攻撃が付近のインフラ目標に着弾させる意図があったとする現実的な可能性があると発言し、加えて、Russian planners highly likely remain willing to accept a high level of collateral damage when they perceive military necessity in striking a target."

## 死傷者
ポルタヴァ州のドミトロ・ルニン知事は、20人が死亡し、56人が負傷したと発表し、36人が行方不明であるとも報じられた。ウクライナのゼレンスキー大統領によれば、攻撃の発生時にショッピングモールには1000人以上がいたとされる。ショッピングモールの従業員は、取材に対して、ロシアに対する危険な場所ではなく、前線から離れているために、多くの人々がショッピングモールが安全な場所だと感じていたと語っている。買い物客からも同様のコメントがあり、女性や子どもにとって安全な場所と見なしていたために、攻撃に対してショックを表していた。

## 反応
G7の首脳はミサイル攻撃を「極悪非道な攻撃」とし、共同声明において、「我々はウクライナとともに罪なき犠牲者を悼む」とし「罪なき市民への無差別攻撃は戦争犯罪である」と発言した。
アメリカのアントニー・ブリンケン国務長官は、ミサイル攻撃を残虐行為と呼び「多数の人々がいたショッピングモールへ直撃したために、今日のロシアの攻撃で世界中が恐怖に襲われている」と発言した。イギリスのボリス・ジョンソン首相は、ミサイル攻撃を残酷で野蛮であると非難し、被害を受けた市民へ哀悼の言葉を伝え、ウクライナへの支援を改めて約束した。
ウクライナのゼレンスキー大統領は、演説において、ミサイル攻撃はショッピングモールを意図的に狙ったものであると発言した。ウクライナのドミトロ・クレーバ外相は、ツイッターにおいて「攻撃は人類の恥であり、ロシアは、ウクライナに対してより強力な兵器で攻撃を行った結果とロシアに対する制裁と向き合わねばならない」と投稿した。Vitalii Maletskyi市長は、100%確実に軍とのつながりがない地域に対して攻撃が行われたと発言した上で、ミサイル攻撃を人道に対する罪と呼び、ロシアが威嚇戦術として、多数の市民がいた都市の中心地域を意図的に攻撃したことを非難した。

### ロシアにおける報道
攻撃が起きた日、ロシアのテレビ局は、国防省が実際に攻撃が起きたと認めるまで報道することはなかった。親ロシアのTelegramチャンネルは、「ミサイル攻撃はショッピングモール付近の自動車工場を狙ったものである」「ショッピングモールは兵器倉庫あるいはウクライナ領土防衛隊の基地として使われていた」「ミサイル攻撃はcanned bodiesの使用を含むウクライナの挑発である」などといったミサイル攻撃に関する複数の反論を行った。
攻撃の翌日、ロシア当局や国の統制下にあるメディアは「攻撃は誤りであり、ウクライナ側がショッピングモールを爆破した」などといった矛盾する声明を発表した。ロシア国防省のイゴール・コナシェンコフ報道官は、ロシア航空宇宙軍は、
クレメンチュークの工場がある地域で、アメリカやヨーロッパからの兵器や弾薬の格納庫に対して、高精度の航空兵器で攻撃したと発言し、さらに、貯蔵されていた西側の兵器の爆発により、工場の隣にある、機能していないショッピングモールが炎上したとも発言した。BBCや他のメディアはこうした発言は虚偽だと主張している。

## 余波

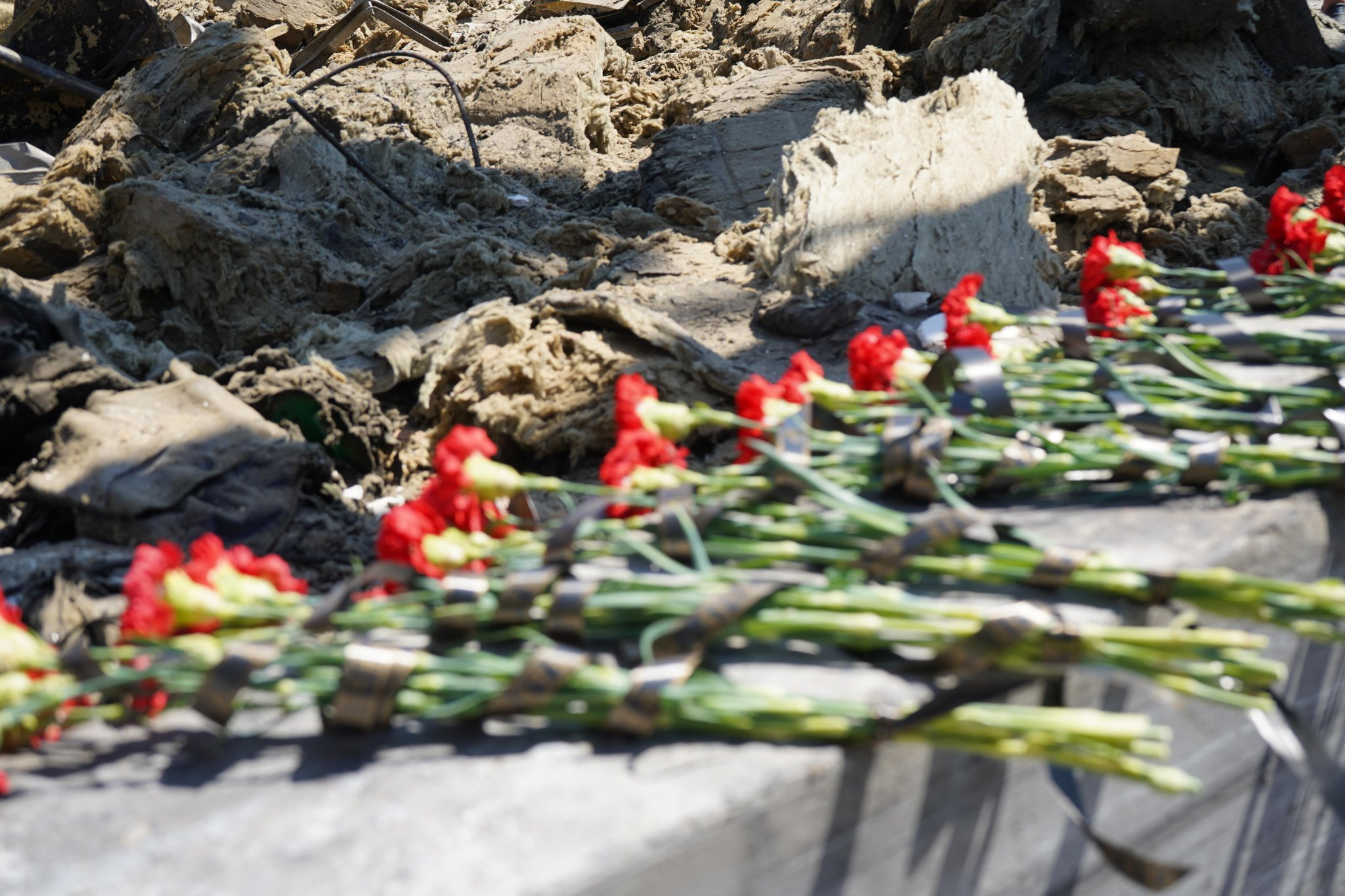
式典で供えられた花

攻撃による死傷者に対する式典が建物の跡地で迅速に行われ、住民がろうそくや花を供え、祈り、行方不明者に関する情報を聞くために待機していた。市内で3日間喪に服すことが発表された。